# Schwarzfußalbatros
Der Schwarzfußalbatros (Phoebastria nigripes) ist eine der drei im Nordpazifik lebende Arten der Albatrosse. Mit einer Flügelspanne zwischen 2 und 2,1 Meter ist er größer als ein Laysanalbatros, jedoch kleiner als der sehr seltene Kurzschwanzalbatros, die beide ebenfalls im Nordpazifik vorkommen. Von Kurzschwanzalbatrossen im Jugendkleid unterscheidet sich der Schwarzfußalbatros durch den dunklen Schnabel und die dunklen Beine.
Wie alle Albatrosse ist der Schwarzfußalbatros ein guter Gleitflieger, der auch gut schwimmen kann. Bei schwachem Wind sind bei ihm jedoch häufiger als bei anderen Albatrosarten Flügelschläge zu beobachten. Er ist ein sehr zutraulicher Vogel, der häufig Schiffen folgt.
Die IUCN stuft den Schwarzfußalbatros als gefährdet (vulnerable) ein. Der Bestand wird auf rund 65.000 Brutpaare geschätzt.

## Merkmale
Schwarzfußalbatrosse weisen weder einen Geschlechts- oder Saisondimorphismus auf. Das Gefieder ist überwiegend dunkel. Die Körper- und die Flügeloberseiten sind schwarzbraun. Die Körperunterseite und der Kopf ist grau. Rund um die Schnabelbasis befindet sich ein schmales weißes Band. Ein schmaler weißer Streif befindet sich unterhalb des Auges. Die obere und die untere Schwanzdecken sind weiß. Der Schwanz und die Füße sind schwarz. Die Flügellänge adulter Schwarzfußalbatrosse beträgt rund 46 bis 55 Zentimeter. Der Schnabel ist zwischen 13 und 16 Zentimeter lang. Die Beine messen elf Zentimeter. Sie wiegen zwischen 2,2 und 4,1 Kilogramm.
Nestlinge sind braunschwarz mit schwärzlichem Schnabel und Beinen. Jungvögel sind etwas dunkler als adulte Schwarzfußalbatrosse und haben einen braungrauen Schnabel.

## Vorkommen
Der Vogel brütet auf Laysan, den Midwayinseln, den japanischen Ogasawara- und Senkaku-Inseln sowie auf der Insel Torishima. Ehemals gab es auch Brutvorkommen unter anderem auf einer der Bonin-Inseln, dem Johnston-Atoll, Wake, der Marcus-Insel, Iwojima und Taongi. Die Ortstreue gegenüber der Brutkolonie ist sehr ausgeprägt. Nur selten wechseln einzelne Vögel die Brutinsel. Brutvögel treffen gegen Ende Oktober beziehungsweise Anfang November am Brutplatz ein.
Das Wanderungsgebiet des Schwarzfußalbatros umfasst den gesamten Nordpazifik, wobei der sich hauptsächlich über dem offenen Meer aufhält und in Küstengewässern selten ist. Ganzjährig ist er häufiger im Osten des Nordpazifiks anzutreffen. Im Winterhalbjahr konzentriert sich das Vorkommen auf eine Region um die Hawaii-Inseln bis zur Pazifikküste der USA. Im Frühjahr erweitert sich sein Streifgebiet weiter nach Norden und Nordwesten. Bereits im Mai kann er vor der Küste Alaskas und bei den Aleuten häufiger beobachtet werden. Im Sommer und Frühherbst erreicht er bei seinen Wanderungen auch das Ochotskische Meer und die Beringsee.

## Nahrung
Schwarzfußalbatrosse fressen Kopffüßer, Krebse und Manteltiere. Sie suchen Tag und Nacht nach Nahrung. Die Nahrungssuche ist vor allem während der Nacht effektiver als während des Tages, da Kopffüßer sich nachts im Oberflächenwasser sammeln. Vögel, die Schiffe begleiten und die über Bord geworfenen Abfälle fressen, sind am Tag sehr aktiv.
Die Nahrung wird nur schwimmend aufgenommen, dabei tauchen Schwarzfußalbatrosse gelegentlich mit dem Kopf unter Wasser. Sie sind jedoch nicht in der Lage zu tauchen.

## Fortpflanzung

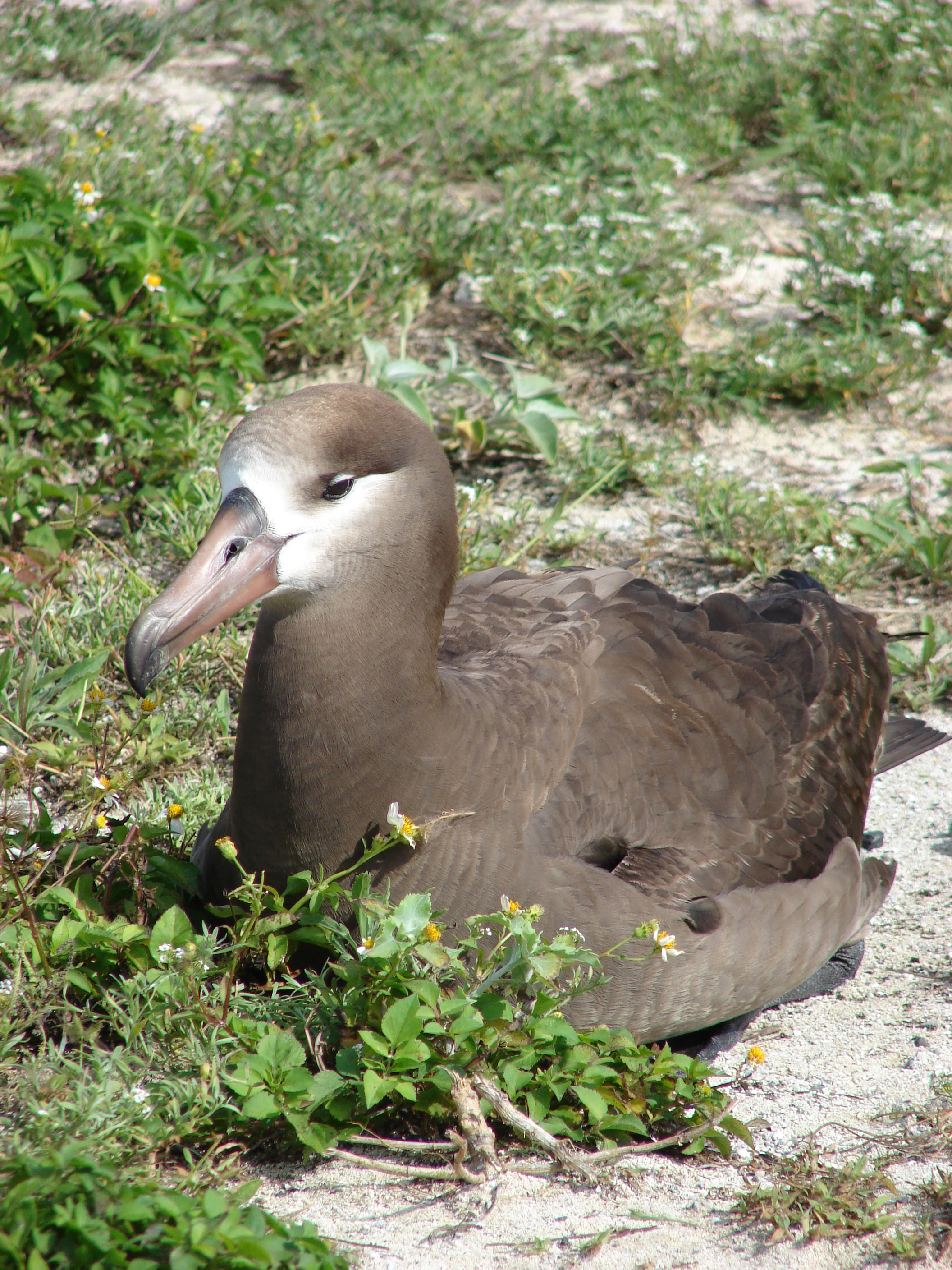
Brütender Schwarzfußalbatros auf den Midwayinseln

Schwarzfußalbatrosse gehen lebenslange Partnerschaften ein. Sie werden in der Regel mit sieben Jahren geschlechtsreif. Noch nicht geschlechtsreife Schwarzfußalbatrosse beginnen im Alter von drei Jahren, die Brutkolonien während der Fortpflanzungszeit zu besuchen. Generell gilt, dass ungefähr nur zwei Drittel der geschlechtsreifen Population brütet. Sie legen nur ein einzelnes Ei.
Die Brutkolonien befinden sich auf den Brutiseln grundsätzlich im Uferbereich. Typischer Standort für die Brutplätze sind Sandstrände. Das Nest ist eine einfache Vertiefung im Sand. Der Brut gehen Balztänze voraus, die aus ritualisierten Posen und Bewegungen bestehen. Wesentliches Element der Balz sind Schnabelkontakt mit dem Partnervogel, das Besehen der Brust des Partners und ein simultanes Heben beider Flügel.
Die Ablage des Eis erfolgt 18 bis 21 Tage nachdem die Vögel in der Brutkolonie angekommen ist. Zeitlich fällt die Eiablage damit in den November. Das Ei ist länglichellipsoid, die Schale ist weißlich. Beide Elternteile sind an der Brut beteiligt, das Männchen hat den etwas höheren Brutanteil. Die Brutzeit beträgt insgesamt zwischen 63 und 68 Tage. Die ersten drei bis vier Tage nach der Ablage brütet zunächst das Weibchen, es wird dann vom Männchen abgelöst, das durchschnittlich 18 Tage auf dem Ei sitzt, bevor das Weibchen das erste Mal zum Nest zurückkehrt. Insgesamt lösen sich die beiden Elternvögel achtmal während der Brutzeit ab.
Der Schlupf des Kükens fällt in den Zeitraum von Mitte Januar bis Anfang Februar. Während der ersten zwei Lebenswochen wird der Jungvogel täglich gefüttert, danach nur noch jeden zweiten Tag und unmittelbar vor dem Flüggewerden mit einem Abstand von drei Tagen. Insgesamt dauert die Nestlingszeit durchschnittlich 140 Tage. Die Jungvögel verlassen im Juni die Brutkolonie.

## Bestand
Der Vogel ist durch die Lang-Leinen-Fischerei gefährdet. Nach Schätzungen sterben dabei jährlich 4000–8000 Vögel. Eine andere Gefahr ist das Verschlucken von schwimmenden Kunststoffen, was im Magen den Platz für Futter, das dem Küken gebracht wird, reduziert. Alle Brutplätze auf US-amerikanischem Hoheitsgebiet sind geschützt. 2010 lag der Bestand bei 120.000 Exemplaren. Somit ist er eine der häufigeren Albatrosarten, jedoch schrumpft auch hier die Population.

## Belege

### Einzelbelege
1. ↑  Il'ičev & Flint: Handbuch der Vögel der Sowjetunion. Band 1: Erforschungsgeschichte, Gaviiformes, Podicipediformes, Procellariiformes. 1985, S. 295.
2. ↑  IUCN Website zum Schwarzfußalbatros, aufgerufen am 29. Juni 2013
3. ↑  Il'ičev & Flint: Handbuch der Vögel der Sowjetunion. Band 1: Erforschungsgeschichte, Gaviiformes, Podicipediformes, Procellariiformes. 1985, S. 295.
4. ↑  Il'ičev & Flint: Handbuch der Vögel der Sowjetunion. Band 1: Erforschungsgeschichte, Gaviiformes, Podicipediformes, Procellariiformes. 1985, S. 296.
5. ↑  Il'ičev & Flint: Handbuch der Vögel der Sowjetunion. Band 1: Erforschungsgeschichte, Gaviiformes, Podicipediformes, Procellariiformes. 1985, S. 296.
6. ↑  Il'ičev & Flint: Handbuch der Vögel der Sowjetunion. Band 1: Erforschungsgeschichte, Gaviiformes, Podicipediformes, Procellariiformes. 1985, S. 297.
7. ↑  Il'ičev & Flint: Handbuch der Vögel der Sowjetunion. Band 1: Erforschungsgeschichte, Gaviiformes, Podicipediformes, Procellariiformes. 1985, S. 297.
8. ↑  Il'ičev & Flint: Handbuch der Vögel der Sowjetunion. Band 1: Erforschungsgeschichte, Gaviiformes, Podicipediformes, Procellariiformes. 1985, S. 297.
9. ↑  Il'ičev & Flint: Handbuch der Vögel der Sowjetunion. Band 1: Erforschungsgeschichte, Gaviiformes, Podicipediformes, Procellariiformes. 1985, S. 297.
10. ↑  James McQuilken: Die Nebel der Zeit. Hrsg.: Rolf Stange. 1. Auflage. Spitzbergen.de, Dassow 2012, ISBN 978-3-937903-15-6, S. 137.